# Svenska hem
Svenska Hem är Sveriges fjärde största fackhandelskedja inom möbler och inredning. Med butiker, från Luleå i norr till Tomelilla söder, anslutna till kedjan som startades år 1960 går de under namnet SAMBO ekonomisk förening. Försäljningen bedrivs via möbelvaruhus som Stalands möbler, Severins möbler, Materialmännen och Svenska Hem Mölndal m.fl.  

## Historik
Kedjan startades år 1960 under namnet SAMBO ekonomisk förening. Verksamheten kom igång på allvar runt 1965 med gemensam utbildningsverksamhet och marknadsföring. Huvudkontoret låg i Stockholm. Under 1970-talet växte verksamheten och blev till Sveriges största möbelkedja. Under 1980-talet flyttade SAMBO huvudkontoret till Huskvarna och 1988 bytte kedjan namn till Svenska Hem. Huvudkontoret med kontor, utställning, fotostudio och höglager ligger sedan 1992 i Jönköping vid Axamo flygplats.
År 2018 fattade koncernen beslut om att butikskedjan Em home skulle förvärvas, vilket också skedde hösten 2022.